# Hänsel vs. Gretel
Hänsel vs. Gretel ist ein US-amerikanischer Horrorfilm von Ben Demaree, der auch als Kameramann fungierte, aus dem Jahr 2015. Produziert wurde der Film von The Asylum. Es handelt sich um die Fortsetzung von Hänsel und Gretel aus dem Jahr 2013. Im Gegensatz zum Vorgänger wurden auf namhafte Schauspieler verzichtet.

## Handlung
Mehrere Jahre nach den Ereignissen des ersten Films kommt Mason, ein Einheimischer aus Candlewood eines Nachts kurz nach Ladenschluss bei Gretels Kuchenladen und Bäckerei vorbei. Allerdings wird er von einer vermummten Gestalt getötet. Hänsel hat mehrere Jahre damit verbracht, Hexenjäger zu werden, und hat gerade eine schwer fassbare Hexe getötet, als er vom Verschwinden seines alten Freundes Mason erfährt. Er beschließt, nach Hause zu Gretel zurückzukehren, mit der er seit einem Jahr nicht mehr gesprochen hat. Er kommt bei Gretel an und sie erzählt ihm von ihrem Verdacht, dass Mason in der Bäckerei ermordet wurde. In dieser Nacht treffen sich vier Hexen, Circe, Kikimora, Morai und ihre Hohepriesterin Cthonia, in den Wäldern in der Nähe von Candlewood. Sie planen den Tod ihrer Schwester Lilith zu rächen und deren Laden zurückzuerobern.
Am nächsten Tag besuchen Hänsel und Gretel Masons Bruder Jacob und dessen Mitbewohnerin Willy. Hänsel erklärt seine Theorie, dass eine neue Hexe Liliths Bäckerei übernommen hat. Jacob und Willy bestehen darauf, bei der Suche nach Mason zu helfen, doch als die Gruppe das Haus verlässt, beginnt eine von den bösen Hexen besessene Frau auf sie zu schießen. Während der Schießerei gerät Gretel in Gefangenschaft. Hänsel erschießt und tötet die obdachlose Frau und entdeckt ein Hexenmal auf ihrer Stirn, das seine Theorie bestätigt. Währenddessen wird Gretel in der Bäckerei gefesselt und von den Hexen konfrontiert. Sie gesteht, Lilith getötet zu haben, und deutet an, dass sie einen Teil von ihr gegessen hat und dadurch ihre Kräfte erlangt hat. Cthonia macht einen Deal mit Gretel: Im Austausch für Hänsels Kopf dürfte sie Liliths Bäckerei behalten. Wenn sie ihn nicht töte, werde sie stattdessen getötet.
Gretel entführt daher Willy und schickt Hänsel eine SMS mit Geiselbildern von Gretel und Willy. Diese zeigt er Jacob, der das Graffito im Hintergrund auf den Bildern aus einem verlassenen Lagerhaus erkennt. Dort angekommen finden sie Gretel und die bewusstlose Willy gefesselt vor. Kikimora füllt den Raum mit einem blendenden Nebel, woraufhin Gretel ihrem Bruder erlaubt, Kikimora zu töten. Während die Männer schließlich Willy befreien, nutzt Gretel diese Gelegenheit und ernährt sich von Kikimoras Leiche und erlangt so ihre Kräfte. Wenig später konfrontiert Circe Gretel, die den Kampf beobachtet hatte. Gretel bietet ihr an, sie zu Hänsel zu bringen, damit Circe ihn selbst töten kann. In der Bäckerei setzt Circe ihre hypnotischen Kräfte ein, um zu erzwingen, dass sich Hänsel mit seinem eigenen Messer umbringt. Bevor er dies tut, beschwört Gretel Kikimoras blendenden Nebel, der die Hypnose unterbindet. Befreit davon, wendet Hänsel nun das Messer gegen Circe und sticht ihr tödlich ins Gesicht. Während die Hexe stirbt, trinkt Gretel ihr Blut und erlangt auch deren Kräfte. Wenig später versucht Gretel Jacob zu hypnotisieren, damit er mit ihr schläft. Aufgrund dessen Homosexualität misslingt dieser Versuch und im Zorn tötet Gretel ihn.
Hänsel und Willy finden wenig später an ihrer Tür ein Paket mit Jacobs Augen darin und begeben sich daher auf eine makabre Schnitzeljagd bestehend aus Jacobs restlichen Körperteilen. Gretel bringt den Rest von Jacobs Körper zu Morai und sagt ihr, bei dem Leichnam handele es sich um Hänsel. Daraufhin versteckt sie sich in der Nähe und wartet auf die Ankunft Hänsels. Die Notizen führen Hänsel und Willy schließlich zu Morais Aufenthaltsort. Hänsel tötet Morai und verlässt darauf mit Willy das Haus. Gretel trinkt Morais Blut. Nach dem Tod der dritten Hexe ist Cthonia besorgt und ruft daher Gretel vom Telefon ihrer Großmutter aus an und lockt sie zurück nach Hause. Sie droht, ihre Oma zu töten, doch Gretel reißt dieser stattdessen selber den Kopf ab. Hänsel und Willy werden Zeugen dieser Tat. Cthonia überlässt ihren Ring als Hohepriesterin Gretel, die die Macht über den Zirkel übernimmt. Sie und Cthonia bringen Willy und Hänsel zum örtlichen Tierfriedhof, wo Gretel verrät, dass sie Lilith begraben hat. Da Gretel nun über genügend Macht verfügt, beginnt sie mit einem Auferstehungszauber, der Lilith wieder zum Leben erweckt. Daher reißt Gretel Cthonia die Kehle heraus, damit Lilith sich durch deren Blut regenerieren kann. Diesen Moment nutzt Willy plötzlich aus, um sich als mächtige Hexe zu offenbaren, die Lilith wieder ins Reich der Toten schickt. Hänsel schneidet Willy die Kehle durch, tötet sie und stellt Gretel zur Rede. Die Geschwister kämpfen gegeneinander, aber keiner der beiden ist gewillt, den anderen zu töten. Als Polizeiautos vorfahren, gibt Gretel ihre Niederlage zu und sie gehen gemeinsam von dannen.

## Hintergrund
Die Produktionsarbeiten starteten kurz nach dem Erscheinen des ersten Films gegen Ende 2013. Im Januar 2014 bestätigte Jose Prendes in einem Interview mit GeeksofDoom.com, dass er im Juni dieses Jahres ein Drehbuch für Hänsel vs. Gretel für The Asylum produzieren werde und man die Veröffentlichung im Jahr 2015 plane. Gedreht wurde in Los Angeles. Brent Lydic schlüpft erneut in die Rolle des Hänsel, mit Lili Baross als Gretel wurde diese Rolle neu besetzt. Der Film wurde am 20. Januar 2015 von The Asylum Home Entertainment auf DVD veröffentlicht, mit besonderen Features wie einem Featurette, einem Gag-Reel und Trailern. Am 19. Juni 2015 startete der Film in den deutschen Videoverleih. Da der Film keine Jugendfreigabe erhielt, erschien eine leicht gekürzte Fassung, die eine FSK-16-Freigabe erhielt.

## Rezeption
„Hanebüchener Actioner mit demselben Hauptdarsteller wie in Hänsel und Gretel (2012); das bekannte Märchenfragment wird in die Jetztzeit übertragen, wobei sich der Film in plattestem Horrorgrusel gefällt.“

Badmovies lobt in dessen Review, dass Autor Prendes eine einfallsreiche Story schuf und „nicht den einfachsten Weg ging, Hänsel und Gretel einfach gegen eine neue Hexe in Stellung zu bringen oder alternativ eben auf das direkte Duell der Geschwister zu setzen, sondern durch die Einführung von Cthonias Coven einen Zwei-Fronten-Krieg“ eröffnet. Gelobt werden die Kameraeinstellungen, die Visual FX im Finale seien allerdings „nicht voll überzeugend“. Hauptdarsteller Lydic wird bescheinigt, dass er seine „Sache recht gut macht“, und die Darstellung von Baross wird erst als farblos bezeichnet, die sich mit „zunehmender Boshaftigkeit in eine ordentliche B-Minus-Performance“ wandele. Zoll als Willy wird als „nicht sonderlich eindrucksvoll, aber immerhin noch tauglich“ beschrieben, das Schauspiel von Murphy als Jacob wird als „hölzern“ beschrieben. Final wird der Film „als wirklich netter kleiner Low-Budget-Horror-Snack mit einem überraschend guten Script und einer ordentlichen Schipp blutiger FX“ gelobt.
Thrill & Kill schreibt „man sollte hier nicht gleich ein Feuerwerk hinterm Lebkuchenhaus abbrennen, denn Regisseur Ben Damaree hat in seinem Regie-Lebenslauf nur den Mockbuster Apocalypse Pompeii zu nennen, war dafür aber in anderen Funktionen an Sharknado – Genug gesagt!, Camel Spiders – Angriff der Monsterspinnen oder Mega Shark vs. Crocosaurus beteiligt. Die Schauspieler im Trailer sehen ebenfalls so aus, als würden sie mehr Zeit mit Augenbrauenzupfen als auf der Schauspielschule verbringen. Habe ich schon erwähnt, dass die Produktionskloake The Asylum verantwortlich ist? Trash-Fans wirds freuen…“
HorrorNews.net veröffentlichte 2018 eine gemischte Rezension zu Hänsel vs. Gretel. Obwohl der Rezensent weder mit Hexenjagd – Die Hänsel und Gretel-Story aus dem Jahr 2013 von The Asylum noch mit der großbudgetierten Inspiration Hänsel und Gretel: Hexenjäger vertraut war, erkennt der Rezensent an, dass „The Asylum“ sich insofern treu geblieben seien, als sie die Publizität des letztgenannten Films mit ihrer eigenen Adaption des Märchens nutzten. Der Rezensent ist überrascht, dass Hänsel vs. Gretel besser ist als erwartet, und lobt Baross’ und Lydics Darbietungen für ihre charismatische und gut gespielte Leistung. Der Rezensent stellt außerdem fest, dass der Film „sich selbst überhaupt nicht ernst nimmt“, was seinen Humor überraschend effektiv macht. Allerdings schreibt der Rezensent, dass die Spezialeffekte billig und teilweise mangelhaft seien und dass das Ende des Films seltsam, aber dennoch unterhaltsam sei. Der Rezensent vergleicht den Film letztendlich mit einer Episode von Charmed – Zauberhafte Hexen, allerdings mit mehr Blut, und vergibt eine Bewertung von 2,5/5.
Seven Days berichtete 2015 in ihrem Segment „Movies You Missed“, einem wöchentlichen Blog für die Zeitung, über Hänsel vs. Gretel. Der Rezensent weist darauf hin, dass der Film letztlich seinem Titel gerecht wird, räumt aber auch ein, dass die Hexenkämpfe unterhaltsamer seien. Der Rezensent argumentiert außerdem, dass dieser Film „auf MST3K genau richtig wäre“ und dass die Zuschauer ihn nicht mit hohen Erwartungen angehen sollten.